# Tidstjuven
Tidstjuven är Sveriges Televisions julkalender 2025, regisserad av Carl Åstrand, som även skrivit seriens manus tillsammans med Daniel Karlsson. Serien produceras av Miso Film Sverige.
Johanna Gårdare, programchef på Sveriges Television har beskrivit serien som ett "juläventyr, med vissa absurda historiska inslag".

## Handling
Julkalendern utspelar sig i det lilla samhället Kråksjö och handlar om Clint, 11 år, och om Clints mamma, Moa, som arbetar som turistchef och kämpar för att sätta staden på kartan. Alltsedan Clints pappa, Pontus, försvann på julafton för fem år sedan, har Clint avskytt julen. När han får en tidskikare av en mystisk man, då upptäcker han, med hjälp av den, att hans pappa verkar ha fastnat i forntiden. Med hjälp av tidskikaren, påbörjar Clint ett hisnande äventyr för att rädda sin pappa där han färdas genom historien.

## Rollista[7]
- Gusten Wickberg – Clint
- Blanca Eliasson – Vida
- Simon J. Berger – Bildsköne Bengtsson
- Maja Rung – mamma Moa
- Lisette Pagler – Cindy
- Christoffer Nyqvist – Ingo
- Richard Ulfsäter – pappa Pontus
- Per Svensson
- Sissela Kyle
- Andreas Rothlin Svensson
- Inger Nilsson
- Siham Shurafa
- Fredrik Lexfors – Mårten[8]
- Loa Falkman
- Johannes Bah Kuhnke
- Cecilia Nilsson
- Lennart Bäck – sockerförsäljare[9]
- Carl Åstrand – dansk knekt[9]

## Produktion
Tidstjuven produceras av Elin Falck på Miso Film Sverige för Sveriges Television. Serien är en samproduktion mellan Sveriges Television, Miso Film Sverige och Gotlands Filmfond. Exekutiv producent för Miso Film Sverige är Rachel Bodros Wolgers och Christian Rank och för Sveriges Television är Lisa Andrae.

### Förproduktion
Carl Åstrand, som tidigare regisserat julkalendrarna Håkan Bråkan (2003) och Mirakel (2020), blev tillfrågad av Sveriges Television att komma på en idé till en julkalender med tillägget att det gärna kunde vara något historiskt. Åstrands första grundidé handlade om en 11-åring som för första gången träffar på Gustav Vasa och byggde ut manuset därifrån. Åstrand jobbade på manuset i ungefär två år tillsammans med Daniel Karlsson.
Rollsättningen av statister inleddes i december 2024. Rollsättningen sköttes av Vera Tua Mary.

### Inspelning
Serien spelades in mellan slutet av januari 2025 och mitten av april. Större delen av inspelningarna sköttes i Stockholm med en inledande vecka i Västervik och två avslutande veckor på Gotland.

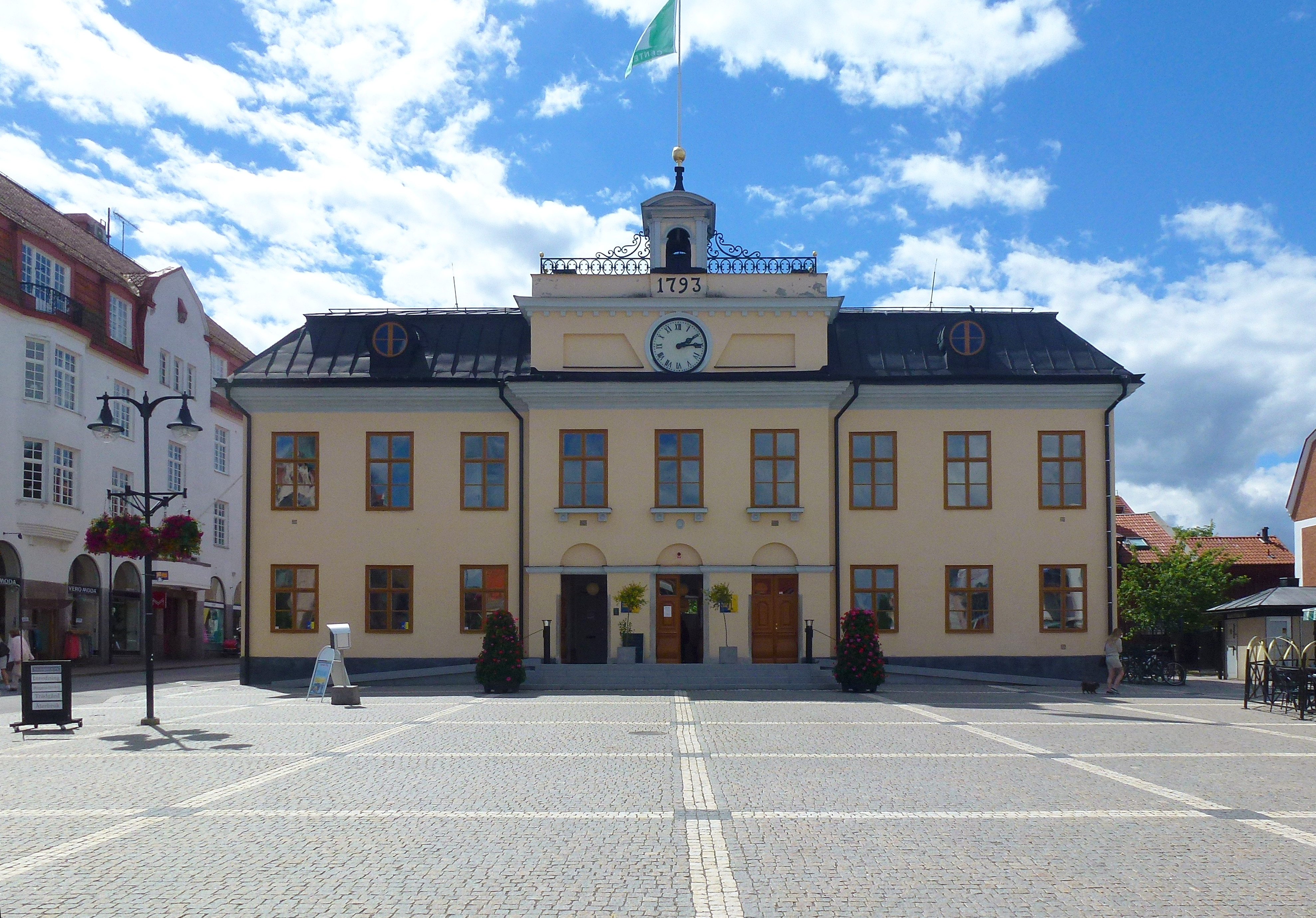
Västerviks rådhus

Mellan 27 och 31 januari spelades utomhusscenerna från den fiktiva staden Kråksjö in i rådhuset, Stora torget (Rådhustorget) och Båtsmansgränd i centrala Västervik. Inför inspelningarna hade Västerviks kommun låtit föregående års julgran stå kvar på Stora torget, medan torget och Båtsmansgränd fylldes med konstsnö av cellulosa som transporterades från närliggande Tjustvallen. Torget vid Rådhuset i Västervik är en central del för julkalendern som syns i alla avsnitt i serien. Mamma Moa jobbar som turistchef inne i rådhuset medan familjen Östskog bor på Båtsmansgatan. Nästa alla utomhusscener spelades in här.

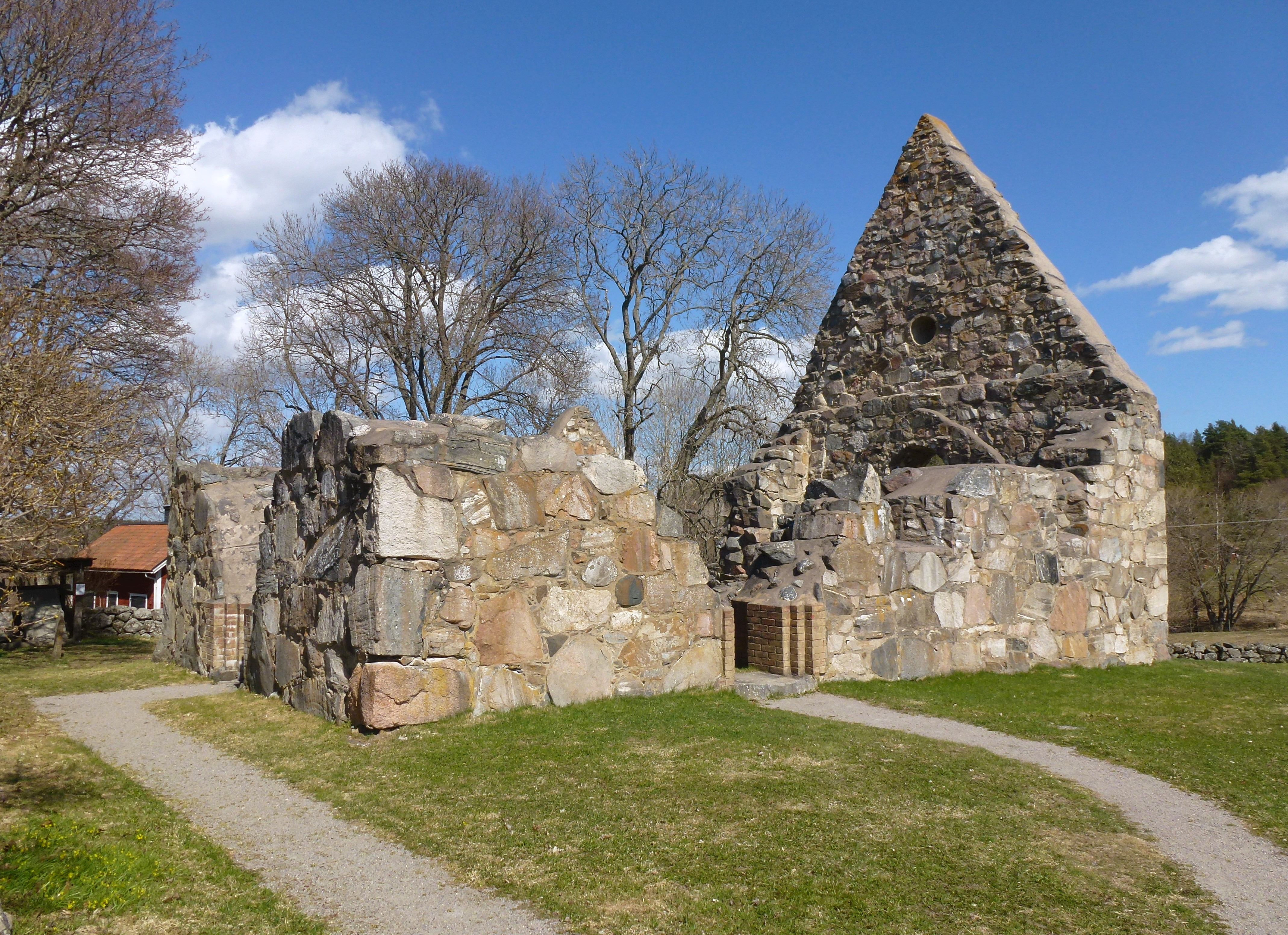
Össeby kyrkoruin i Vallentuna

I början av februari spelades några scener in i Össeby kyrkoruin i Vallentuna medan inomhusscenerna spelades in i mars i studio i Stockholm. Det spelades också in scener på Djurgården i Stockholm.
Mellan 31 mars och 11 april spelades historiska scener in på Gotland med en vecka i Visby och en vecka på norra Gotland. Inför inspelningarna sökte produktionen efter statister från Medeltidsveckan för att porträttera vikingatiden, medeltiden och renässansen, samt riddare, hästar och andra djur. Scener spelades in på bland annat Bungemuseet och Kapitelhusgården, Fornsalen och landshövdingens residens i Visby.
Inspelningarna avslutades 11 april med totalt 55 inspelningsdagar.

### Musik
Musiken i serien skrevs av John Rammelt som också skrev musiken till julkalendern Mirakel. Några karaktärer sjunger en sång i serien också skriven av Rammelt.  Rammelt började skriva på musiken innan serien började spelas in. Serien klipptes efter Rammelts musik. Musiken är enligt Rammelt inspirerad av lockropen från fäbodvallarna, Indiana Jones och Ludwig Göranssons verk.